# L7D
L7D es el primer álbum de estudio de la banda argentina de rock alternativo Los 7 Delfines, lanzado en 1992. Fue recibido con muy buenas críticas. Incluye una versión de "Post Crucifixión", de la banda Pescado Rabioso.

## Grabación y Contenido
En 1988, tras la separación de Fricción, Richard Coleman decide iniciar un proyecto nuevo junto a otros músicos del ambiente del rock argentino. A fines de 1989 se pone en contacto con Horacio "Gamexane" Villafañe, quien se había retirado de Todos Tus Muertos y ambos deciden empezar una nueva banda.
Para 1990, Los 7 Delfines registran un demo con varias canciones que aparecen en este disco, y ese mismo año fueron galardonados como la "Banda Revelación", por el suplemento Sí del diario Clarín. Luego tuvieron una gran recepción en los recitales organizados por la Municipalidad de Buenos Aires, al aire libre en la avenida 9 de Julio, donde se presentaron junto a Charly García, Luis Alberto Spinetta y Fabiana Cantilo.
En 1992, consiguen un contrato con Sony Music Argentina, por medio de Gustavo Cerati (quién se fascinó con la banda), para realizar una producción y grabación más profesional.
La mezcla fue realizada por Gustavo Cerati y Eduardo Bergallo y la masterización fue hacha en Fullersound, Miami por Ron Fuller y Bergallo.

## Canciones
- Todas las canciones fueron compuestas por Richard Coleman y Horacio Villafañe, excepto donde se indique.

1. "Dale salida"
2. "Post-crucifixión" (Luis Alberto Spinetta)
3. "Never Du Nozin"
4. "Tu Orden"
5. "Florextrema" (Coleman, Saenz Paz, Aguirre)
6. "Musgo Sobre Oro"
7. "No Es Simple" (Coleman, Villafañe, Saenz Paz)
8. "Es tan celosa"
9. "Travesía"
10. "Amo La Noche"
11. "La Ronda" (Coleman, Saenz Paz, Aguirre)
12. "Árboles" (Saenz Paz)
13. "Ni Una Vez Más"

## Personal
Músicos
- Richard Coleman - Guitarra rítmica y voz líder
- Horacio Villafañe - Guitarra líder y voz en "Musgo Sobre Oro" y "Amo La Noche".
- Ricky Saenz Paz - Bajo eléctrico, Chapman Stick y Coros.
- Braulio Aguirre - Batería.

Invitado
- Gustavo Cerati - Guitarra en "Travesia", Coros.

### Colaboradores
- Eduardo Bergallo - Ingeniero de sonido.
- Juan Maggi - Asistente de grabación.
- Alejandro S. Bursesi - Asistente de la banda.
- Peluca Goldsack y Andrés Vignolo - Coordinación ejecutiva.
- Maitena Burundarena - Arte en diseño.

- Datos: Q5961306